# Gilbert Dagron

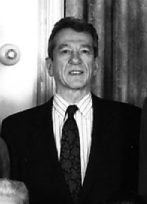
Gilbert Dagron w roku 1992

Gilbert Dagron (ur. 26 stycznia 1932, zm. 4 sierpnia 2015) – francuski historyk, bizantynolog.

## Życiorys
W latach 1962-1964 był attaché kulturalnym ambasady francuskiej w Moskwie. Od 1975 do 2001 był wykładowcą w Collège de France (dyrektor Centre de recherche d'Histoire et Civilisation de Byzance w latach 1975-1997). Doktor honoris causa uniwersytetu w Atenach (1991), członek Académie des Inscriptions et Belles-Lettres od 1994.

## Wybrane publikacje
- Naissance d'une capitale. Constantinople et ses institutions de 330 à 451 (Bibliothèque byzantine), Paris, Presses universitaires de France, 1974, 578 p.
- Leçon inaugurale au Collège de France, 30 janvier 1976, Paris, 1976.
- Ed., Vie et miracle de sainte Thècle, texte grec, traduction et commentaire, Bruxelles, Subsidia Hagiographica, 1978, 456 p.
- Ed., avec P. Lemerle et S. Cirkovic, Archives de l'Athos. Tome II : Actes de saint Pantéléèmôn, Paris, 1982, 238 p.
- La romanité chrétienne en Orient : héritages et mutations, Londres, Variorum Reprints, 1984, 330 p.
- Constantinople imaginaire. Études sur le recueil des Patria, Paris, Bibliothèque byzantine, 1984, 358 p. Prix Diane-Potier-Boès 1985
- Ed., Le traité sur la guérilla de l'empereur Nicéphore Phocas (963-969), Paris, 1986, 358 p.
- Ed., avec D. Feissel, Inscriptions de Cilicie, Paris, Travaux et mémoires du Centre de recherche, d'histoire et de civilisation byzantines, 1987, 297 p.
- "Le christianisme byzantin du VIIe au milieu du XIe siècle", in Histoire du christianisme. Tome 4, Paris, Desclée de Brouwer, 1993, pp. 7-371.
- Empereur et prêtre. Étude sur le "césaropapisme" byzantin, Paris, Gallimard, 1996, 435 p.
- Ed., avec J. Beaucamp, La transmission du patrimoine. Byzance et l'aire méditerranéenne, Paris, Travaux et mémoires du Centre de recherche, d'histoire et de civilisation byzantines, 1998.
- "L'organisation et le déroulement des courses d'après le Livre des cérémonies", in Travaux et mémoires du Centre de recherche, d'histoire et de civilisation byzantine, Paris, 2000, pp. 1-200.
- Décrire et peindre. Essai sur le portrait iconique, Paris, Gallimard, 2007, 298 p.
- L'hippodrome de Constantinople, Paris, Gallimard, 2011, 448 p.
- Idées byzantines, 2 tomy, Paris, Centre d’histoire et civilisation de Byzance du Collège de France, 2012

## Publikacje w języku polskim
- Biskupi, mnisi i cesarze 610-1054, red. t. Gilbert Dagron, Pierre Riché, André Vauchez, tł. Maria Żurowska et al., Warszawa: Wydawnictwo Krupski i S-ka 1999.